# Венгерский монетный двор

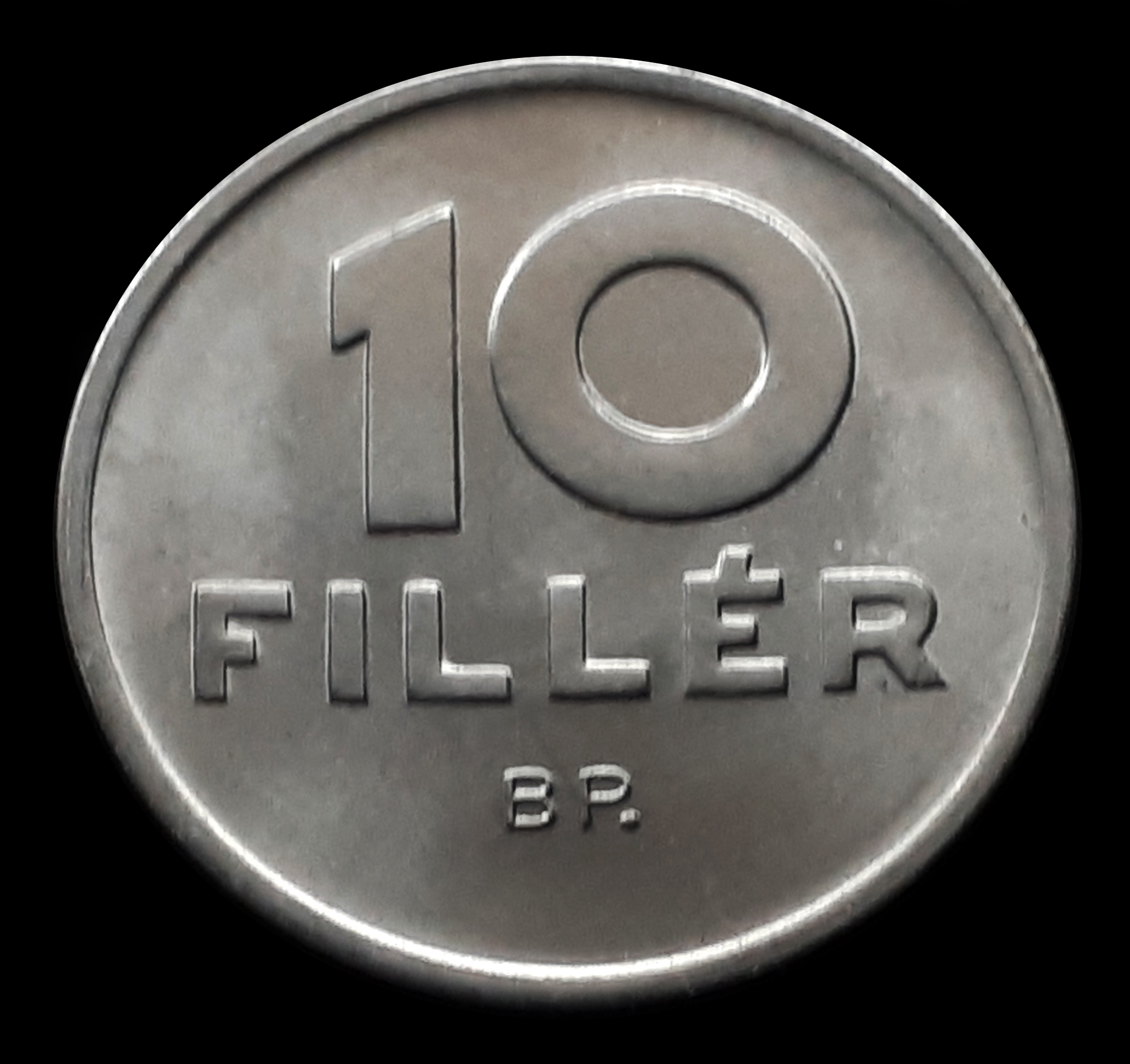
Обозначение монетного двора на монете в 10 филлеров — буквы «BP.» под номиналом

Венгерский монетный двор (венг. Magyar Pénzverő Zrt.) — венгерское предприятие, изготавливающие монеты и награды.
Чеканка венгерских монет начата при короле Иштване I Святом (1001—1038). В различные периоды монеты чеканились несколькими монетными дворами, находившимися в разных городах. К концу XIX века единственным монетным двором Венгрии был монетный двор в Кёрмёцбанье (ныне — Кремница в Словакии). После распада Австро-Венгрии оборудование монетного двора и запасы сырья были вывезены в Будапешт, где в 1920 году была начата чеканка монет. Первые монеты, 10 и 20 филлеров 1920—1922 годов, чеканились по типу австро-венгерских монет образца 1914 года. Внешний вид и характеристики монет не изменялись, в том числе и обозначение монетного двора в Кремнице — KB. Затем в связи с обесценением венгерской кроны чеканка монет была прекращена.
Официально двор был создан в 1925 году, получив название «Венгерский королевский государственный монетный двор». В 1926 году двор начал чеканку монет в пенгё. В 1945 году, в связи с гиперинфляцией, чеканка монет была приостановлена, и возобновлена в 1946 году, когда была начата чеканка монет в форинтах. В 1949 году двор переименован в национальное предприятие «Государственный монетный двор».
В 1992 году монетный двор преобразован в компанию с ограниченной ответственностью «Венгерский монетный двор». Первоначально Венгерскому национальному банку принадлежал контрольный пакет акций, а с 1998 года банк является единственным владельцем двора.